# ワイトマンの公理系
物理学において、ワイトマンの公理系(Wightman axioms)（ガーディング・ワイトマンの公理系(Gårding–Wightman axioms)ともいう）とは場の量子論を数学的に厳密に定式化する試みの一つである。アーサー・ワイトマン(Arthur Wightman)は、1950年代初期には既にこの公理系を定式化していたが、実際に出版されたのはハーグ・ルエル散乱理論がその重要性を認めた後、1964年のことである。
ワイトマンの公理系は構成的場の理論の文脈で議論され、場の理論の厳密な扱いの基礎と、摂動的な手法の厳密な基礎を提供することを意図している。ミレニアム問題のひとつ（ヤン-ミルズ方程式と質量ギャップ問題）には、ヤン-ミルズ理論においてワイトマン公理系を確立することが含まれている。

## 理論的根拠
ワイトマンの公理系の出発点となるアイデアの一つは、ポアンカレ群のユニタリ表現をなすヒルベルト空間の存在である。これにより、（ローレンツ・ブーストと対応して）エネルギー、運動量、角運動量、重心の概念が確立される。
また、4次元運動量のスペクトルを正エネルギー側の光円錐（とその境界）に限定するという安定性条件がある。しかし、これは局所性原理を満たすには不十分である。このためワイトマンの公理は、共変なポアンカレ群の表現をなす量子場と呼ばれる位置依存作用素を導入する。
場の量子論は紫外発散の問題があるので、時空のある点における場の値はうまく定義できない。これを回避するためにワイトマンの公理では、テスト函数の上に「なすりつける」(smearing over a test function)ことで、自由場でさえ発生する紫外発散の問題を取り扱う考え方を導入した。公理系は非有界作用素を扱うので、作用素の定義域を指定する必要がある。
ワイトマン公理系は、空間的(spacelike)に分離された場の間に可換性または反可換性を課すことにより、理論の因果構造を制限する。
また公理系は、真空と呼ばれるポアンカレ不変な状態が存在すること、それが一意的であることを要求する。さらに、公理系は真空が「サイクリック」であることを仮定する。言い換えると、「なすりつけた(smeared)」場の演算子が生成する多項式環の元を真空に作用させると一般には真空とは異なる状態ベクトルが得られるが、このようにして得られるベクトルを全て集めた集合が全ヒルベルト空間の稠密な部分集合をなすと仮定する。
最後に、素朴な因果律の制限が課される。すなわち、「なすりつけた」場の任意の多項式は、台(support)の因果的閉包がミンコフスキー空間全体となるようなテスト関数になすりつけた場の多項式によって、（弱位相の意味で）任意の精度で近似できると仮定する。

## 公理系

### W0 （相対論的量子力学の前提）
量子力学は、フォン・ノイマンに従い記述される。特に、純粋状態は、光線により与えられる、つまり、ある可分な複素ヒルベルト空間の1-次元の部分空間である。次には、ヒルベルト空間のベクトル Ψ と Φ のスカラー積は、{\displaystyle \langle \Psi ,\Phi \rangle } と書き、Ψ のノルムは {\displaystyle \lVert \Psi \rVert } で表す。純粋状態 [Ψ] と [Φ] の間の遷移確率は、非ゼロなベクトル表現 Ψ と Φ により定義できるので、次の式が成り立つ。
{\displaystyle P([\Psi ],[\Phi ])={\frac {|\langle \Psi ,\Phi \rangle |^{2}}{\lVert \Psi \rVert ^{2}\lVert \Phi \rVert ^{2}}}}
遷移確率は、どのような表現ベクトル Ψ と Φ を選ぶかとは独立である。
対称性の理論は、ウィグナーに従い記述される。このことは、1939年の有名なユージン・ウィグナー(Eugene Paul Wigner)による論文によって、相対論的な粒子の記述に成功したということが素晴らしい点である。ウィグナーの分類(Wigner's classification)を参照のこと。ウィグナーは、状態間の遷移確率が特殊相対論の変換により関連付けられたすべての観測者に同じであることを仮定した。さらに一般的に彼は、任意の 2つの光線の間の遷移確率の不変性のことばで、群 G の下で不変な理論を表現するステートメントを考えた。ステートメントは、群作用が光線の集合、つまり射影空間に作用していることを前提としている。(a,L) をポアンカレ群（非等質なローレンツ群）の元としよう。すると、a は実ローレンツ4元ベクトル(four-vector)で時空の原点の変換 x ↦ x − a を表している。ここに x はミンコフスキー空間 M4 の点であり、L はローレンツ変換であり、すべてのベクトル (ct,x) のローレンツ距離 c²t² − x⋅x を保存する4-次元時空の線型変換として定義することができる。すると、すべてのヒルベルト空間の中の光線 Ψ とすべての群の元 (a,L) に対し、光線の変換が Ψ(a,L) で与えられ、遷移確率が次の変換の下で不変であれば、理論はポアンカレ群の下に不変である。
{\displaystyle \left\langle \Psi (a,L),\Phi (a,L)\right\rangle =\left\langle \Psi ,\Phi \right\rangle }
ウィグナーの第一定理は、これらの条件の下、ヒルベルト空間の変換は、線型かまたは半線型作用素となる（もし、ヒルベルト空間の変換がユニタリかもしくは反ユニタリな作用素というよりもノルムを保存するならば）。光線の射影空間の上の対称作用素は、基礎となっているヒルベルト空間へ「持ちあげる」(lift)することができる。これは各々の群の元 (a, L) ができるので、ヒルベルト空間上のユニタリもしくは反ユニタリ作用素 U(a, L) の族を得て、(a,L) により変換された光線 Ψ は、U(a, L) ψ を意味する光線と同じである。単位元と連結な群の元だけに注目すると、反ユニタリな場合は起きない。
(a, L) と (b, M) を 2つのポアンカレ変換として、(a, L).(b,M) で群の積を表すとすると、物理的解釈から、U(a, L)[U(b, M)]ψ を含む光線は（任意のΨに対し）、U((a, L). (b, M))ψ を含む光線であるはずであることが分かる（群作用の結合性）。光線からヒルベルト空間へ戻ると、これらの2つのベクトルはフェーズが異なっているかもしれず（また、ユニタリ作用素を選ぶのでノルムの中にないかもしれない）、2つの群の元 (a, L) と (b, M) である、つまり、群の表現ではなくて、射影表現である。これらのフェーズは各々の U(a) を再定義することにより、例えばスピンが 1/2 の粒子に対し、いつもキャンセルできるとは限らない。ウィグナーは（ポアンカレ群に対し？）得ることのできる最良のものは、
{\displaystyle U(a,L)U(b,M)=\pm U((a,L).(b,M))}
である、つまり、フェーズは {\displaystyle \pi } の倍数である。整数スピンの粒子（パイオン、光子、重力子など）に対し、さらなるフェーズ変換により +/− 符号を取り去ることができるが、半整数のスピンの表現に対しては、そのようなことはできないので、2π の角度で軸の周りを回るように、符号は不連続に変換する。しかし、ポアンカレ群の被覆の表現を構成することができ、不均一な(inhomogeneous) SL(2,C) と呼ばれている。これは元 (a, A) を持っていて、前にみたように、a は4元ベクトルであるが、今度は A が単位行列式を持つ複素 2 × 2 行列である。ここで得たユニタリ作用素を U(a, A) と表し、これらが連続でユニタリで正しい表現を与え、そこでは U(a,A) の集まりが不均一な SL(2,C) の群法則に従う。
2π による回転の下で符号が変わるので、スピンが 1/2, 3/2 などのように変換するエルミート作用素は観測可能量ではありえない。このことは一価性超選択則（en:superselectionを参照）を示していて、スピン 0, 1, 2 ...の状態と、スピン 1/2, 3/2 ...との間のフェーズは、観測可能ではない。この規則は、状態ベクトルのすべてのフェーズの非観測可能性に追加される。観測可能量と状態 |v) に関連して、整数スピン部分空間であるポアンカレ群の表現 U(a, L) と奇数の半分である部分空間上の不均一な SL(2,C) の表現 U(a, A) があり、次の解釈がに従い作用している。
U(a, L)|v) に対応するアンサンブルは、座標 x に関して |v) に対応するサンサンブルが、奇数の部分空間と解釈できることとちょうど同じ方法で解釈される。
時空の変換の群は可換で、従って、作用素は同時に対角化される。これらの群の生成子は、4つの自己共役作用素 {\displaystyle P_{0},P_{j}}, j = 1, 2, 3, を与え、これらの作用素は等質な群の下で、エネルギー運動量 4-ベクトルと呼ばれる 4ベクトルとして変換する。
ワイトマンの公理のゼロ番目の第二の部分は、表現 U(a, A) がスペクトル条件である、エネルギー運動量の同時スペクトルは、次の前方円錐の中に含まれているという条件を満たす。前方円錐という条件は、
{\displaystyle P_{0}\geq 0}............... {\displaystyle P_{0}^{2}-P_{j}P_{j}\geq 0.}
ということで、第三の公理は、状態の一意性で、ヒルベルト空間の中の光線により表現されることで、この公理はポアンカレ群の作用の下に不変である。これを真空と呼ぶ。

### W1 (場の定義域と連続性についての前提)
各々のテスト函数 f について、作用素 {\displaystyle A_{1}(f),\ldots ,A_{n}(f)} の集合が存在して、この集合は、たがいに共役(adjoint)で、真空を含むヒルベルト状態空間の稠密な部分集合上で定義される。場 A は作用素に値を持つ（おとなしい）分布である。ヒルベルト状態空間は、真空の上に作用する場の多項式によってはられる（サイクリック条件）。

### W2 (場の変換法則)
場はポアンカレ群の作用の下に共変であり、スピンが整数でなければ、作用はローレンツ群もしくは SL(2,C) のある表現 S に従い次のように変換する。
{\displaystyle U(a,L)^{\dagger }A(x)U(a,L)=S(L)A(L^{-1}(x-a)).}

### W3 (局所可換性とマイクロスコピックな因果関係)
2つの場の台(support)が空間的(space-like)に分かれていると、2つの場は可換かまたは反可換となる。
真空の循環性(cyclicity)と一意性はしばしば分け考えられる。また漸近完備性の性質も存在し、- ヒルベルト状態空間は漸近空間 {\displaystyle H^{in}} と {\displaystyle H^{out}} によりはられる。漸近空間は、(粒子の）衝突のS-行列に現れる。場の理論のもう一つの重要な性質に質量ギャップがあり、このことは公理系に要請されない - 質量ギャップとは、エネルギー運動量スペクトルがゼロとある正の数値の間のギャップを持っているという性質である。

## 公理系の結果
これらの公理系からは、次のような一般的な定理が従う。
- CPT対称性 — パリティ、粒子-反粒子、時間反転の下に一般的な対称性がある。（これらの対称性は、単独では存在しないことが判明している。）
- スピンと統計の関係 — 半整数スピンに従い変換する場は、反交換関係で交換し、一方、整数スピンに従う場は交換関係で交換する（公理 W3）。この定理の詳細はテクニカルによくわかっている。このことはクライン変換（英語版）(Klein transformation)を使い、張り合わせることができる。パラ統計を参照。また、ゴーストについては、BRST（英語版）も参照。
- 光の速さを超える通信の不可能性 - 2人の観測者が（空間的(spacelike)に）離れあうとすると、一人の観察者の作用（観測もハミルトニアンも両方変わることを意味する）は、もう一人の観察者の観測統計へ影響しない。[3]

アーサー・ワイトマン(Arthur Wightman)は、真空期待値の分布が、公理系に従う性質の一連の集まりを満たすとき、場の理論を再構成するに充分であることを示した。 — ワイトマンの再構成定理は、真空状態の存在（を示す）ことも含んでいるが、しかし、彼は真空の一意性を持つような真空の存在の条件を発見はしなかった。クラスタの性質とも呼ばれるこの条件は、レス・ジョスト(Res Jost)、クラウス・ヘップ(Klaus Hepp)、ダビッド・ルエル(David Ruelle)、オスマー・シュタイマン(Othmar Steinmann)により、後日発見された。
もし理論が質量ギャップを持つ、つまり、0 とゼロよりも大きなある定数の間に質量が存在しないとすると、真空期待値の分布は、漸近的に広い領域で（質量とは）独立となる。
ハーグの定理(Haag's theorem)は、相互作用の素描が存在せず、ヒルベルト空間として相互作用しない粒子のフォック空間を使うことができないことを言っている。このことは、ある時刻で真空へ作用している場の多項式を通してヒルベルト空間を特定できるはずであるということを意味している。

## 場の理論の他のフレームワークや概念との関係
ワイトマンのフレームワークは、有限温度の状態のように無限個のエネルギー状態をカバーしてはいない。
局所場の理論とは異なり、ワイトマンの公理系は、空間的(space-like)に分離した場の間に可換または反可換を導入することで、明確には理論の因果関係を限定していない。代わりに、定理として因果構造を導出している。ワイトマンの公理系の一般化を 4 以外の次元で考えると、この（反）可換性は低い次元ではエニオンや結び目統計(braid statistics)を棄却する。
ワイトマンの真空状態の一意性の前提は、自発的対称性の破れの場合にワイトマンの公理系が不適切とするわけではない。なぜならば、いつでもスーパーセレクションセクターに限定することが可能だからである。
ワイトマン公理系によって要求される真空の巡回性は、真空のスーパーセレクションセクターを記述しているだけであることを意味する。繰り返すが、一般性を大きく失うことはない。しかしながら、この前提は、ソリトンのような有限のエネルギー状態を残さない。有限のエネルギー状態は、テスト函数によって操作された場の多項式によって生成することができない。なぜならば、少なくとも場の理論の観点からは、ソリトンは無限遠点でのトポロジカルな境界条件を意味する大域的な構造だからである。
ワイトマンのフレームワークは、有効場理論をカバーしていない。なぜならば、テスト函数の台(support)がどのように小さくできるかの極限を持たない。すなわち、カットオフ(cutoff (physics))スケールが存在しない。
ワイトマンのフレームワークは、ゲージ理論もカバーしていない。アーベルゲージ理論の範囲でさえ、伝統的なアプローチは、不定計量を持つヒルベルト空間（本来、ヒルベルト空間は正定値計量であることが正しいのではあるが、にもかかわらず、物理学者はこれをヒルベルト空間と呼んでいる。）から出発し、物理状態と物理的作用素はコホモロジーに属している。これは明らかにワイトマンのフレームワークのどこでもカバーしていない。（しかし、シュウィンガー、(Schwinger)、クリスト(Christ)、レー(Lee)、グリボフ(Gribov)、ツヴァンジガー(Zwanziger)、ヴァン・バール(Van Baal)らにより、クーロンゲージでのゲージ理論の正準量子化は、通常のヒルベルト空間でも可能であり、このことが公理体系の応用の中へ入る可能性のではないかということを示した。）
ワイトマンの公理系は、ボーチャーズ代数(Borchers algebra)上のワイトマン汎函数(Wightman functional)と呼ばれる状態のことばで再構成することができ、テスト函数の空間の上のテンソル代数に等価となる。

## 公理系を満たす理論の存在
ワイトマンの公理系を次元を 4 以外へ一般化することもできる。次元が 2 と 3 では、公理系を満たす相互作用をもつ（自由ではない）理論が構成された。
現在のところ、ワイトマンの公理系が次元 4 で相互作用を持つ理論を満足するという証明は存在しない。特に、素粒子物理の標準モデルは数学的に厳密な基礎を持ち合わせていない。ワイトマンの公理系が質量ギャップの要求を加えたゲージ理論を満たすことができることが証明することが、ヤン-ミルズ方程式と質量ギャップ問題であるとも言うことができる。

### オスターワルダー・シュラーダーの再構成定理
あるテクニカルな前提の下で、ユークリッド的な場の量子論がウィック回転させるとワイトマンの場の量子論になることが示されている。オスターワルダー・シュラーダーの定理(Osterwalder-Schrader theorem)を参照。この定理は、ワイトマンの公理系を満たす 2 と 3 次元の相互作用のある理論の再構成のキーとなるツールである。